# Zmarli we wrześniu 2012

## Wrzesień 2012
- 30 września
  - Turhan Bey – austriacki aktor[1]
  - Helen Nicoll – brytyjska autorka książek dla dzieci[2]
  - Barbara Ann Scott – kanadyjska łyżwiarka figurowa, złota medalistka olimpijska z 1948 roku[3]
  - Boris Šprem – chorwacki prawnik, polityk[4]
  - Włodzimierz Wójcik – polski historyk literatury, krytyk, eseista, autor prac o współczesnej literaturze polskiej, profesor honorowy Uniwersytetu Śląskiego w Katowicach[5]
- 29 września
  - Hazlul ibn Abd al-Aziz Al Su’ud – saudyjski książę[6]
  - Piotr Bielawski – polski dziennikarz, specjalista public relations[7]
  - Hebe Camargo – brazylijska prezenterka telewizyjna, aktorka[8]
  - Arthur Ochs Sulzberger – amerykański wydawca dziennika The New York Times, wpływowa osobistość amerykańskiego życia politycznego[9]
- 28 września
  - Eligiusz Włodarczak – polski prawnik i urzędnik państwowy, podsekretarz stanu w Kancelarii Prezydenta RP (1992–1995)[10]
  - Stanisław Waśkiewicz – polski lekkoatleta[11]
- 27 września
  - Eddie Bert – amerykański puzonista jazzowy[12]
  - R.B. Greaves – amerykański piosenkarz popowy[13]
  - Herbert Lom – brytyjski aktor[14]
  - Frank Wilson – amerykański producent i kompozytor związany z wytwórnią Motown[15]
- 26 września
  - Sylvia Fedoruk – kanadyjska fizyk, lekarka, curlerka[16]
  - Edward Jaworski – polski pilot myśliwski okresu II wojny światowej, podpułkownik Polskich Sił Powietrznych w Wielkiej Brytanii[17]
  - Johnny Lewis – amerykański aktor[18]
  - Zygmunt Zamoyski – polski arystokrata, historyk[19]
- 25 września
  - Billy Barnes – amerykański kompozytor i autor tekstów[20]
  - Andy Williams – amerykański piosenkarz[21]
  - Bohdan Wróblewski – polski aktor, znany z użyczenia głosu w bajkach z serii Przygody rozbójnika Rumcajsa[22]
- 24 września
  - Albert Ottenweller – amerykański duchowny katolicki, emerytowany biskup Steubenville[23]
- 23 września
  - Andrzej Chłopecki – polski muzykolog, teoretyk, krytyk muzyczny[24]
  - Ralf Drecoll – niemiecki lekkoatleta, skoczek wzwyż[25]
  - Pawieł Graczow – radziecki i rosyjski dowódca wojskowy, generał armii (pierwszy w historii Rosji), minister obrony FR (1992–1996), Bohater Związku Radzieckiego (1988)[26]
  - Corrie Sanders – południowoafrykański bokser[27]
  - Jean Taittinger – francuski polityk, minister sprawiedliwości[28]
  - Regina Woroniecka – polska misjonarka[29]
- 22 września
  - Irving Adler – amerykański autor książek, matematyk, naukowiec, działacz polityczny i pedagog[30]
  - Howard H. Scott – amerykański producent muzyczny, współtwórca płyty gramofonowej o prędkości 33⅓ obr./min., zdobywca nagrody Grammy[31]
  - Roman Śliwonik – polski poeta, prozaik i dramatopisarz[32]
  - Arkadij Wasiliew(inne języki) – rosyjski (radziecki) polityk, premier Maryjskiej ASRR (1976–1990)[33]
- 21 września
  - Władysława Cader – polska aktorka[34]
  - José Curbelo – kubański muzyk jazzowy[35]
  - Sven Hassel – duński pisarz[36]
  - Zdzisław Nikodem – polski śpiewak operowy[37]
- 20 września
  - Fortunato Baldelli – włoski duchowny katolicki, kardynał[38]
  - Walter Późny – polski działacz narodowy na Mazurach, dziennikarz i polityk, starosta szczycieński (1945–1948), wiceprzewodniczącym WRN w Olsztynie (1964–1972)[39]
  - Herbert Rosendorfer – niemiecki pisarz[40]
  - Tereska Torrès – francuska pisarka, córka malarza i rzeźbiarza Marka Szwarca[41]
- 19 września
  - Victor Cabedo – hiszpański kolarz[42]
  - Janina Chłodzińska-Urbaniak – polska koszykarka[43]
  - Rino Ferrario – włoski piłkarz[44]
  - Władysław Husejko – polski samorządowiec[45]
  - Leonard Lerman – amerykański biolog molekularny, specjalista w badaniu DNA[46]
  - Aleksandar Mitrović – jugosłowiański polityk, menedżer i chemik, wicepremier (1989–1991) i p.o. premiera Jugosławii (1991–1992)[47]
- 18 września
  - Santiago Carrillo – hiszpański polityk, komunista[48]
  - Chaim Chefer – izraelski autor tekstów piosenek, scenarzysta i felietonista urodzony w Sosnowcu[49]
  - Jorge Manicera – urugwajski piłkarz[50]
- 17 września
  - Eugeniusz Cydzik – polski żołnierz AK, więzień radzieckich łagrów, założyciel i prezes honorowy Polskiego Towarzystwa Opieki nad Grobami Wojskowymi we Lwowie[51]
  - Édouard Leclerc – francuski przedsiębiorca, założyciel sieci E.Leclerc[52]
- 16 września
  - John Ingle – amerykański aktor[53]
  - Kazimierz Kościelny – polski polityk i samorządowiec[54]
  - Ragnhilda – norweska księżniczka[55]
- 15 września
  - Pierre Mondy – francuski aktor[56]
  - Jerzy Okulicz-Kozaryn – polski archeolog[57]
- 14 września
  - Alfred Hochscheid – niemiecki lekkoatleta, średniodystansowiec[58]
  - Louis Simpson – amerykański poeta, laureat nagrody Pulitzera[59]
- 13 września
  - Siarhei Artsiuhin – rosyjski zapaśnik, białoruski mistrz Europy z 2005[60]
  - Aditya Dev – indyjski kulturysta[61]
  - Peter Lougheed – kanadyjski polityk, premier prowincji Alberta[62]
  - Mary Rose McGeady – amerykańska zakonnica, działaczka charytatywna na rzecz dzieci i młodzieży[63]
  - Marek Siwek – polski niepełnosprawny wokalista i autor tekstów, znany m.in. ze współpracy z zespołem Lombard[64]
  - Otto Stich – szwajcarski polityk, prezydent Szwajcarii w latach 1988 oraz 1994[65]
  - Bolesław Szczerba – polski działacz państwowy, generał dywizji Ludowego Wojska Polskiego[66]
- 12 września
  - Teresa Andrzejewska – polska ekonomistka, wiceminister handlu wewnętrznego i usług (1972–1978), przewodnicząca Głównego Komitetu Turystyki (1978–1981)[67]
  - Radoslav Brzobohatý – czeski aktor[68]
  - Rafał Piszcz – polski kajakarz, medalista olimpijski[69]
  - Tom Sims – amerykański snowboardzista[70]
  - Sid Watkins – brytyjski neurochirurg, znany z pracy na rzecz bezpieczeństwa Formuły 1[71]
- 11 września
  - Sergio Livingstone – chilijski piłkarz, bramkarz, komentator sportowy[72]
  - J. Christopher Stevens – amerykański prawnik i dyplomata[73]
- 10 września
  - John Moffatt – angielski aktor[74]
  - Mieczysław Porębski – polski krytyk, teoretyk i historyk sztuki[75]
  - Jarosław Przygodzki – polski samorządowiec i leśnik, radny sejmiku świętokrzyskiego (2006–2012)[76]
  - Eli Zborowski – żydowski działacz polskiego pochodzenia; prezes Międzynarodowego Towarzystwa Jad Waszem i wiceprezes Światowej Federacji Żydów Polskich[77]
- 9 września
  - Zbigniew Gawroński – polski aktor[78]
  - Włodzimierz Lehmann – polski samorządowiec i przedsiębiorca, naczelnik i wójt gminy Gizałki, przewodniczący rady powiatu pleszewskiego[79]
  - Ron Tindall – angielski piłkarz, trener piłkarski[80]
- 8 września
  - Tamer al-Awam – syryjski reżyser i dziennikarz[81]
  - Aleksandr Bielawski – rosyjski aktor[82]
  - Peter Hussing – niemiecki bokser, medalista olimpijski i mistrz Europy[83]
  - William (Bill) Moggridge – brytyjski projektant przemysłowy, twórca pierwszego laptopa[84]
  - Mārtiņš Roze – łotewski polityk, minister rolnictwa[85]
- 7 września
  - Leszek Drogosz – polski bokser, trzykrotny mistrz Europy, brązowy medalista olimpijski[86]
  - Dorothy McGuire – amerykańska piosenkarka, znana z trio The McGuire Sisters[87]
  - Jerzy Wasiuczyński – polski aktor i reżyser teatralny[88]
- 6 września
  - Jake Eberts – kanadyjski producent filmowy[89]
  - Jerome Horwitz – amerykański naukowiec, specjalista z dziedziny medycyny[90]
  - Jerome Kilty – amerykański aktor i dramaturg[91]
  - Óscar Rossi – argentyński piłkarz[92]
  - Jerzy Urbanowicz – polski matematyk, informatyk, kryptograf i publicysta[93]
- 5 września
  - Hamzah Abu Samah − malezyjski polityk, działacz sportowy, prezes Azjatyckiej Konfederacji Piłki Nożnej[94]
  - Christian Marin − francuski aktor[95]
  - Joe South – amerykański wokalista i autor tekstów, wyróżniony Nagrodą Grammy[96]
- 4 września
  - André Delelis − francuski polityk, minister handlu (1981–1983)[97]
  - Albert Marre – amerykański reżyser i producent[98]
  - Józef Szaniawski – polski politolog, doktor historii, sowietolog, dziennikarz[99]
- 3 września
  - Michael Clarke Duncan – amerykański aktor[100]
  - Mahmoud El-Gohary – egipski piłkarz i trener[101]
  - Waldemar Kocoń – polski muzyk, piosenkarz i autor piosenek[102]
  - Sun Myung Moon – koreański założyciel i przywódca Ruchu pod Wezwaniem Ducha Świętego na Rzecz Zjednoczenia Chrześcijaństwa Światowego[103]
  - Charlie Rose – amerykański polityk, kongresmen Partii Demokratycznej[104]
- 2 września
  - Mark Abrahamian – amerykański gitarzysta rockowy, członek grupy Starship[105]
- 1 września
  - Hal David – amerykański autor tekstów piosenek, laureat nagrody Oscara za piosenkę „Raindrops Keep Fallin on My Head” z filmu Butch Cassidy i Sundance Kid[106]
  - Jan Górec-Rosiński – polski pisarz[107]
  - Sat Mahajan – indyjski polityk[108]
  - Smarck Michel – haitański polityk, premier Haiti w latach 1994–1995[109]